# 合唱 (映画)
『合唱』（Mindenki）は、デアーク・クリストーフ監督によるハンガリーの短編映画である。1991年を舞台とし、名門合唱部に加わる転校生の少女が描かれる。第89回アカデミー賞短編実写映画賞を獲得した。
日本では2016年にショートショートフィルムフェスティバル&アジアで上映され、また2017年にはantennaで無料配信された。

## 製作
プロットはデアークがスウェーデン人の友人から聞いた話が基となっている。初稿は2012年に書かれており、当初はハンガリーではなく英語圏の物語とされていた。2014年にデアークは脚本を書き直し、National Media and Communications Authorityから800万フォリント（短編映画や実験映画向けとしては最高額）の資金を得た。さらに映画製作者やスタジオから200万フォリントの資金を得た。
主演のガースパールファルヴィ・ドルカとハイス・ドロッティアは80人の子供の中からオーディションで選ばれた。また合唱団は5つの学校合唱団の中から選ばれた。
撮影は6日間で完了し、その後1年かけて編集とポストプロダクションが行われた。2015年秋に完成した。